# Aplocheilichthys vitschumbaensis
Aplocheilichthys vitschumbaensis é uma espécie de peixe da família Poeciliidae.
Pode ser encontrada nos seguintes países: República Democrática do Congo e Uganda.
Os seus habitats naturais são: rios intermitentes, lagos de água doce intermitentes, marismas de água doce e marismas intermitentes de água doce.